# Ekaveli
Ekaveli jest to album niemieckiego rapera Eko Fresh'a

## Lista utworów
1. Intro
2. Et kütt wie et kütt
3. Sie sind überall
4. Ring frei
5. Bis ich unter der Erde lieg (featuring Outlawz)
6. Gefallene Soldaten
7. Westcoast
8. Ich bleib so wie ich bin
9. Jedem das seine
10. Ihr Herz ist so Ghetto
11. Irgendwann
12. Es interessiert
13. Cologne city street blues
14. Es tut mir leid
15. Ein Tag
16. Stenzprominenz
17. hne dich
18. Seid ihr jetzt zufrieden?
19. Outro